# هانس وولف
هانس وولف (بالألمانية: Hans Wolff)‏ هو منتج أفلام ومصمم إضاءة وموسيقي ومونتير وكاتب سيناريو ومخرج وممثل ألماني، ولد في 2 أكتوبر 1911 في ألمانيا، وتوفي بنفس المكان في 1 يونيو 1979.

## وصلات خارجية
- هانس وولف على موقع IMDb (الإنجليزية)
- هانس وولف على موقع أول موفي (الإنجليزية)
- هانس وولف على موقع قاعدة بيانات الأفلام السويدية (السويدية)
- هانس وولف على موقع قاعدة بيانات الفيلم (الإنجليزية)
- هانس وولف على موقع كينوبويسك (الروسية)